# かいけつタマゴン
『かいけつタマゴン』は、タツノコプロが制作した短編の連続テレビアニメ。

## 概要
色々な相談事を抱えた依頼人が依頼料として持参する卵（鶏卵のゆで卵が多い）を主人公の怪獣タマゴンが食べ、「ケッコータマゴン！」という掛け声とともに卵を産む。その卵から出てくるカウンセラー怪獣が、タマゴンに代わって相談事の解決に奮闘する。しかし殆どの回では解決できずに終わり、「なかなかピッタシいかないねぇ、タマゴン」のナレーションで締めくくられた。
本作は、1972年10月5日から1973年9月28日までフジテレビとその系列局で放送。放送時間は毎週月曜 - 土曜 18:55 - 19:00 （日本標準時）。作品自体は全194話であるが、延べ114話の再放送が随時挿み込まれたため、全放送回数は308回である。
平均視聴率は7.6%（タツノコプロが所有する資料による）。

## 声の出演
- タマゴン - 大平透
- ナレーター - 大竹宏

## スタッフ
- 脚本 - 鳥海尽三、小山高男（後の小山高生）
- 文芸担当 - 小山高男
- 美術 - 中村光毅
- 音楽 - はやし・こば
- 総監督 - 笹川ひろし
- 製作 - 吉田竜夫、タツノコプロ

## 主題歌
オープニングテーマ「かいけつタマゴン」
作詞 - 竜の子プロダクション文芸部 / 作曲 - はやし・こば / 歌 - ムーン・ドロップス（コロムビアレコード）
主題歌音源はAメロ・Bメロ・サビの3コーラスから成るが、オンエアバージョンは5分番組という特性上からイントロ抜きのAメロ3フレーズのみとなっている。

## サブタイトルリスト
1. タマゴンはかいけつします
2. 怪獣オドロン
3. モグラ君の海水浴
4. 空飛ぶ象さん
5. やせた豚になりたい
6. 雄鶏にも卵を
7. 怪獣オタスケゴンと怪獣サメラー
8. 怪獣クーラー
9. 怪獣ユキコンコン
10. ボール怪獣ストライク
11. 高所恐怖症
12. 爆弾怪獣
13. 怪獣ポンプラー
14. キリンの首を伸ばして
15. 怪獣バッテングラー
16. 縦にも歩きたい
17. 地球の裏まで掘り進め
18. 怪獣チャッチーノミ退治
19. 俺様の歯を磨け
20. お金をガードして
21. なぐられ屋さん頼みます
22. うちの亭主はきれい好き
23. 怪獣タネラー
24. 怪獣アワシャボン
25. 寒がりのペンギン君
26. 走れ走れヒンケール
27. ズッコケ犬小舎作り
28. 魚がいない水族館
29. 砂糖と塩がぶつかった
30. 金庫を守れ
31. 青いお空をかえして
32. 禁煙したいの
33. 火事だ火事
34. 俺は決斗狂
35. 銀行襲撃に胸を貸せ
36. 煙突掃除はまかせとけ
37. キャベツ畑の帝王
38. お掃除怪獣キレイズラー
39. 新婚旅行は海の中
40. 世界一のお寝坊さん
41. 砂漠が海になっちゃった
42. 子守怪獣イナイイナイバー
43. 危うしタマゴン
44. ナマズラー登場
45. テレビが見たいの
46. 海底宝探し
47. おねんねしたいの
48. ある日突然ターザンが
49. 機関銃に勝ちたいの
50. 缶切り忘れてきちゃったの
51. 球拾いはまかせとけ
52. ジャジャ馬ならし
53. ゴミ公害かいけつします
54. 棒高とび世界ビリ
55. ケーキ作りは楽じゃない
56. 星が欲しいの
57. 寒さ過ぎれば暑くなる
58. 悲しきセールスマン
59. 悲しみに泣いておくれ
60. ホームランを打ちたい
61. 暴走列車が行く
62. 車はこれにかぎる
63. 草刈り怪獣カマゴン
64. 鴨とタマタマーの知恵くらべ
65. オンブ怪獣ラクチンダー
66. 王様の自慢は
67. 怪獣スタコーラ
68. 花を召しませ
69. 蝶々をつかまえて
70. 読み切り番No.1
71. 爆弾が大好物なの
72. ジャンプ怪獣ピョンピョン
73. 努力しないで優勝する法
74. ネズミ退治はこの手に限る
75. 怪獣モウギラー
76. 透明人間を見せて
77. 哀れな恐妻家
78. X線怪獣オミトオシ－
79. 黙って手を振りゃピタリと吸いつく
80. マンガ食べます
81. 泳げない亀ちゃん
82. 長生きしたい雪ダルマ
83. パイロット救出作戦
84. 落し物怪獣メッケタドン
85. 怪獣エンストン
86. ゴムマリ怪獣ボヨヨーン
87. 西部女にゃトゲがある
88. 過保護はカホゴン
89. ハオーッ! タマゴン
90. 明日のお天気は…
91. 怪獣ラブラブゴン
92. ウサギと亀の駆け競べ
93. 洗濯物を乾かして
94. 狼が恐いの
95. 雨がやんだら
96. 騒立防止法違反
97. 海底自転車散歩
98. スイカ泥棒がゆく
99. ゴミの山に花を
100. 壁塗り怪獣ベッタベタ－
101. 鉄橋を渡ると涙がこぼれる
102. リンゴ園の惨事
103. 天災的芸術家
104. 笑いじょうごとおこりんぼ
105. 誘拐魔をやっつけろ
106. 入れ歯奪回作戦
107. ダイナマイトに火がついた
108. 怪獣ラブハンター
109. 白雪姫を助けろ
110. 金の卵を食べたいの
111. マフィアを殺せ
112. 怪獣ヨダレゴン
113. 牛が逃げていくウシシー
114. タイヤ怪獣グルグル－
115. 世紀の傑作
116. 死斗ミイラ男
117. 近眼のワンちゃん
118. 牛の気持ちと人工の気持ち
119. 危うし赤ずきんちゃん
120. 鯨の悩み
121. 蜜蜂が食べたい
122. 怪獣ノミラー
123. お袋さんを捜して
124. タマゴ負けたタマゴン
125. 故郷に帰して
126. ボクにも吸わせて
127. 改札係は大忙し
128. トンネル掘りは楽じゃない
129. イビキ怪獣ネンコロリン
130. 蚊とり怪獣カトラー
131. 怪獣オカチメンコ
132. 呪文思い出し怪獣ジューモン
133. ゴリ押し怪獣エッサッサー
134. 夢作り怪獣ユメラー
135. 悲しきキリギリス
136. 釣りの名人
137. シャワーをあびたいの
138. 地震怪獣ユサユサゴン
139. 電気怪獣ビリビリ－
140. 怪獣ハリハリー
141. スカンク坊やの悩み
142. 山火事を消そう
143. 怪獣ヤキニクーイ
144. 子供がほしいの
145. ライオン通りの歩道橋
146. 怪獣カバコング
147. ハゲの治し方
148. 自転車に乗せて
149. ゴルフボールは何処に
150. お宿を守って
151. 寝呆助雄鶏
152. 迷犬タマゴン誕生
153. 泥棒猫をつかまえろ
154. 小鳥とハンター
155. ヘビと不思議な卵
156. 綱渡り怪獣ムチラー
157. シーソー怪獣イネムレー
158. 怪獣クモスケット
159. 怪獣ユゲポッポ
160. ダーリンの仇をとって
161. 恐竜さんこんにちわ
162. 蛙大きいか
163. ケチンボ王様
164. 春よ来い
165. 怪獣ヘルプゴン
166. 袋作り怪獣アミモノー
167. ラブレター怪獣ペンピツー
168. 打ち上げ花火
169. カバとスッポン
170. 怪獣メンドミー
171. 足生やし怪獣アシハエール
172. 氷の家造り
173. おいしい汁を吸わせて
174. 七面鳥の七面相
175. 玉のりタマゴン
176. 看護怪獣ホータイヘン
177. 槍投げ怪獣エイヤット－
178. 花壇を守って下さい
179. 怪獣オバケツ
180. 燕よどこへ行く
181. 落書は消えない
182. 子供に負けたガンマン
183. クチバシが欲しいキツツキ
184. 暴れ牛をつかまえて
185. 怪獣ジモグリー
186. 雪溶かし怪獣ネップ－
187. どうぞう歩かせて
188. ゴンベイが種蒔きゃ
189. 背中のかゆいカメ君
190. 怪獣ドラネコゴン
191. 角を作って
192. 怪獣ドカタン
193. 火の鳥がやって来た
194. 鉄砲ダマをなんとかして

## 放送局
特筆が無い場合は全て同時ネット。
- フジテレビ（制作局）
- 東海テレビ
- テレビ静岡
- 富山テレビ[3]
- 石川テレビ[3]
- 福井テレビ[3]
- 長野放送[4]